# Ålänningens sång
Ålänningens sång (slovensko Pesem Ålandra) je državna himna Ålandskega otočja, neodvisne švedsko govoreče dežele Finske. Sprejeta je bila leta 1922.  Besedilo himne je napisal John Grandell, glasbo pa sestavil Johan Fridolf Hagfors.

## Besedilo
1. kitica
Landet med tusende öar och skär,
danat ur havsvågors sköte.
Åland, vårt Åland, vår hembygd det är.
Dig går vår längtan till möte!
Forngravars kummel i hängbjörkars skygd
tälja din tusenårs saga.
Aldrig förgäta vi fädernas bygd,
vart vi i fjärrled än draga
vart vi i fjärrled än draga
2. kitica
Skönt är vårt Åland när fjärdar och sund
blåna i vårljusa dagar,
ljuvt är att vandra i skog och i lund,
i strändernas blommande hagar.
Midsommarstången mot aftonröd sky
reses av villiga händer,
ytterst i utskärens fiskareby
ungdomen vårdkasar tänder
ungdomen vårdkasar tänder
3. kitica
Skönt är vårt Åland när vågsvallet yr
högt mot de mäktiga stupen
när under stjärnhimlen kyrkfolket styr
över de islagda djupen.
Ryter än stormen, i stugornas ro
spinnrocken sjunger sin visa
minnet av barndomens hägnande bo
sönerna lyckligast prisa
sönerna lyckligast prisa.
4. kitica
Aldrig har åländska kvinnor och män
svikit sin stam och dess ära;
ofärd oss hotat, men segervisst än
frihetens arvsrätt vi bära.
Högt skall det klinga, vårt svenska språk,
tala med manande stämma,
lysa vår väg som en flammande båk,
visa var vi äro hemma
visa var vi äro hemma